# Desistimiento
En Derecho procesal, se llama desistimiento al acto mediante el cual la parte actora abandona el proceso judicial.

## Regulación en España
En el Derecho de España, el desistimiento se encuentra regulado en los artículos 19.1, 19.3, 20.2, 20.3, 25.2 y 396 de la Ley de Enjuiciamiento Civil. Supone el abandono del proceso por parte del demandante, dejando imprejuzgado el fondo del asunto, por lo que nada impide volver a plantear un pleito posterior con el mismo objeto. El desistimiento debe ser total.

### Requisitos
- Subjetivos: El actor debe tener plena capacidad de actuación procesal y otorgar poder especial que autorice al procurador a desistir.
- Objetivos: Se puede desistir de cualquier tipo de proceso civil, incluidos los de objeto indisponible (capacidad, filiación, etc.).
- De actividad: Se puede desistir en cualquier momento y forma.

### Tipos
- Unilateral: Por voluntad única del actor. Tiene que ser antes de la contestación a la demanda o la citación de la vista si el demandante está en rebeldía.
- Bilateral: En el resto de casos. Se da una audiencia al demandado, que deberá responder en 10 días. Si acepta, el secretario judicial dictará un decreto acordando el sobreseimiento. Si no acepta, el Tribunal deberá resolver si el proceso debe continuar o si se sobresee.

### Efectos
Finaliza el proceso mediante auto o decreto. La pretensión quedará imprejuzgada; esto es, el Juez no se pronunciará sobre el fondo del asunto. La resolución no tendrá efectos de cosa juzgada, excepto que el proceso se halle en segunda instancia.

### Condena en costas
Se condenará en costas al demandante si el demandado no consintiera el desistimiento. En caso contrario, no habrá condena expresa en costas.